# Terhen
Terhen ist eine finnische Death-Doom-Band aus Kangasniemi, die im Jahr 2004 unter dem Namen Thamuz gegründet wurde.

## Geschichte
Die Band wurde im Januar 2004 unter dem Namen Thamuz gegründet. Im Mai wurde ein erstes Demo zu Probezwecken aufgenommen. Nachdem die Gruppe an weiterem neuen Material gearbeitet hatte, fertigte sie einen Musikclip für eine Modenschau in Peking an, wodurch sie ihre Bekanntheit steigern konnte. Im Oktober 2005 begab sich die Band ins Studio, um das Demo Self Crusifixion MMV aufzunehmen, das drei Lieder enthält, die auch auf dem späteren Debütalbum zu hören sind. Kurz nach den Aufnahmen verließ der damalige Schlagzeuger aufgrund von Zeitmangel die Besetzung, blieb der Gruppe jedoch als Songschreiber erhalten. Das Demo wurde an verschiedene Labels geschickt, wodurch die Gruppe einen Plattenvertrag mit Firebox Records erreichte. Zu dieser Zeit änderte die Band außerdem ihren Namen in Terhen um.
Daraufhin begannen die Arbeiten zum Debütalbum  unter der Leitung von Mikko Suuronen, mit dem die Band auch schon für Self Crusifixion MMV zusammengearbeitet hatte. Als Produzent war Risto Ylönen tätig. Im Februar begannen die Aufnahmen des Schlagzeugs mit Joni Romo als neuen Schlagzeuger. Als weiteres neues Mitglied kam außerdem Elisa Pellinen hinzu, die weiblichen Gesang besteuerte. 2007 erschien über Firedoom Music, dem Sub-Label von Firebox Records, das Debütalbum Eyes Unfolded.

## Stil
Olvido von metal.de gab an, dass auf Eyes Unfolded eine Mischung aus Death- und Doom-Metal zu hören ist, die langgezogene Growls und schmerzerfüllte Screams sowie ein „hypnotisierend-langsames Drumming bis hin zu Doublebass im Midtempo, tief gestimmte Gitarren, mal walzend, mal melodisch-weinend, und atmosphärische Keyboardklänge“ enthalte. Dabei lege die Gruppe besonderen Wert auf Atmosphäre, die von „Melancholie und Traurigkeit bis hin zu tiefster Depression“ reiche, was für ihn typisch finnisch war und einen Vergleich zu Unholy wachrief. Alexander Eitner von metalnews.de rezensierte das Album ebenfalls. Hierauf sei atmosphärischer Death Doom mit hohem Keyboard-Anteil enthalten, das vor allem die Melodien beisteuere. Der Gesang bestehe aus Growls und sei nicht sehr variabel. Die Musik sei seiner Meinung nach der von Swallow the Sun unterlegen.

## Diskografie
als Thamuz
- 2004: Exiled Messiah (Demo, Eigenveröffentlichung)
- 2005: Self Crusifixion MMV (Demo, Eigenveröffentlichung)

als Terhen
- 2007: Eyes Unfolded (Album, Firedoom Music)